# Marly-le-Roi
Marly-le-Roi là một xã trong vùng đô thị Paris, thuộc tỉnh Yvelines, vùng hành chính Île-de-France của nước Pháp, có dân số là 16.759 người (thời điểm 1999). Thành phố nằm khoảng 15 km về phía tây của Paris.

## Các thành phố kết nghĩa
- Leichlingen (Rheinland), Đức
- Marlow-on-Thames, Vương quốc Anh
- Kita, Mali
- Viseu, Bồ Đào Nha